# Streptomycetaceae
Streptomycetaceae ist eine Familie der Bakterien-Ordnung Actinomycetales. Sie umfasst drei Gattungen (Stand 2013), die sehr artenreiche Gattung Streptomyces und die weniger Arten enthaltenden Gattungen Kitasatospora und Streptacidophilus. Charakteristisch sind Aerobie, Bildung von stark verzweigtem Myzel mit durch Segmentierung entstehenden Sporen, positives Verhalten in der Gram-Färbung, hoher G+C-Gehalt der Desoxyribonukleinsäure (DNA) und hauptsächliches Vorkommen in Böden.
Die Familie Streptomycetaceae wird oft auch als „Streptomyzeten“ oder „Streptomyceten“ bezeichnet. Diese Bezeichnungen sind jedoch nicht eindeutig, weil damit auch die Gattung Streptomyces bezeichnet wird.

## Gestalt, Zellstruktur
Streptomyceten bilden in der Regel stark verzweigte Myzelien. Der Durchmesser der Myzelfäden (Hyphen) beträgt 0,5 bis 2,0 µm und sie wachsen an ihrer Spitze. In den Hyphen befinden sich zahlreiche Kopien der chromosomalen Desoxyribonukleinsäure (DNA), Querwände sind selten. Selten zerfallen die Hyphen in kleinere Abschnitte. Bei reichlichem Nährstoffangebot entwickelt sich das Myzel nur im flüssigen, gelartigen oder festen Substrat (Substratmyzel). Bei Erschöpfung von Nährstoffen wächst das Myzel auch in den Gasraum (Luftmyzel). Die Lufthyphen besitzen eine hydrophobe Außenschicht. An den Enden der Hyphen des Luftmyzels werden durch deren Zergliederung (Segmentierung) Ketten von 3 bis vielen Sporen gebildet. Die Sporen besitzen je 1 chromosomales DNA-Molekül.
Bei Streptomyces coelicolor und Streptomyces lividans liegt die chromosomale DNS in linearer und in zirkulärer Form vor, in anderen Streptomyces-Arten ist sie nur linear. Die lineare Form der DNA von Streptomyces coelicolor enthält 8,667 MBp (Millionen Basenpaare), 7825 Gene.
Streptomyzeten sind grampositiv, aktive Bewegung fehlt.

## Stoffwechsel
Streptomyzeten sind aerob und fast alle sind Saprobionten mit einem oxidativen chemoorganotrophen Energiestoffwechsel, das heißt, sie gewinnen Energie durch Oxidation organischer Stoffe. Als Oxidans verwenden sie in der Regel molekularen, elementaren Sauerstoff (Dioxygen, O2), einige können auch Nitrat (NO3−) als Oxidans nutzen und reduzieren es zu Nitrit (NO2−). Streptomyces antibioticus reduziert Nitrat zu molekularem, elementarem Stickstoff (N2) und Distickstoffmonoxid (N2O) und ist damit ein Denitrifizierer. Streptomyzeten besitzen Katalase. An organischen Stoffen werden Zucker und vor allem biogene polymere (makromolekulare) Stoffe (auch komplexe, schwer abbaubare) oxidativ abgebaut, je nach Art verschieden: Stärke, Pektin, Zellulose, Chitin, Proteine (wie Keratin und Elastin), Lignocellulose, Aromaten, Kohlenwasserstoffe und Gummi. Die Lignocellulose-abbauenden Streptomyzeten gehören damit zu den wenigen Lignin-abbauenden Bakterien. Zellulose-abbauende Streptomyzeten wurden im Darm von Termiten gefunden. Diese wasserunlöslichen biogenen Stoffe werden zunächst durch ins Außenmedium ausgeschiedene Enzyme (Exoenzyme) in wasserlösliche, niedermolekulare Produkte umgewandelt, die dann in die Zellen aufgenommen und weiter abgebaut werden. Technisch interessant sind die Kohlenwasserstoff- und Aromaten-abbauenden Stämme, da sie bei der mikrobiellen Reinigung von mit Erdöl und Erdölprodukten verunreinigten Böden nützlich sind. Für den Abbau der organischen Stoffe nutzen Streptomyzeten den Embden-Meyerhof-Weg, einige auch den Pentosephosphatweg. Der Entner-Doudoroff-Weg wurde bisher bei Streptomyzeten nicht gefunden.
Eine Ausnahme vom Typ der in der Regel organoheterotrophen Streptomyzeten bildet Streptomyces thermoautotrophicus: Diese Art ist obligat chemolithoautotroph, diese Stämme oxidieren zur Energiegewinnung anorganische Stoffe, und zwar molekularen, elementaren Wasserstoff (Dihydrogen, H2) und Kohlenstoffmonoxid (CO). S. thermoautotrophicus ist thermophil, kann als weitere Besonderheit molekularen, elementaren Stickstoff (Distickstoff, N2) reduzieren (mittels Molybdän-Dinitrogenase) und somit als Stickstoffquelle für den Aufbau körpereigener Stoffe nutzen (Stickstofffixierung) und besitzt eine Mangan-Superoxiddismutase.
Streptomyceten bilden vielfältige Sekundärprodukte wie beispielsweise Farbstoffe (im Myzel abgelagert oder in das umgebende Medium ausgeschieden), verschiedene Antibiotika und Geosmine, die den typischen Erdgeruch verursachen.

## Vorkommen, Lebensweise

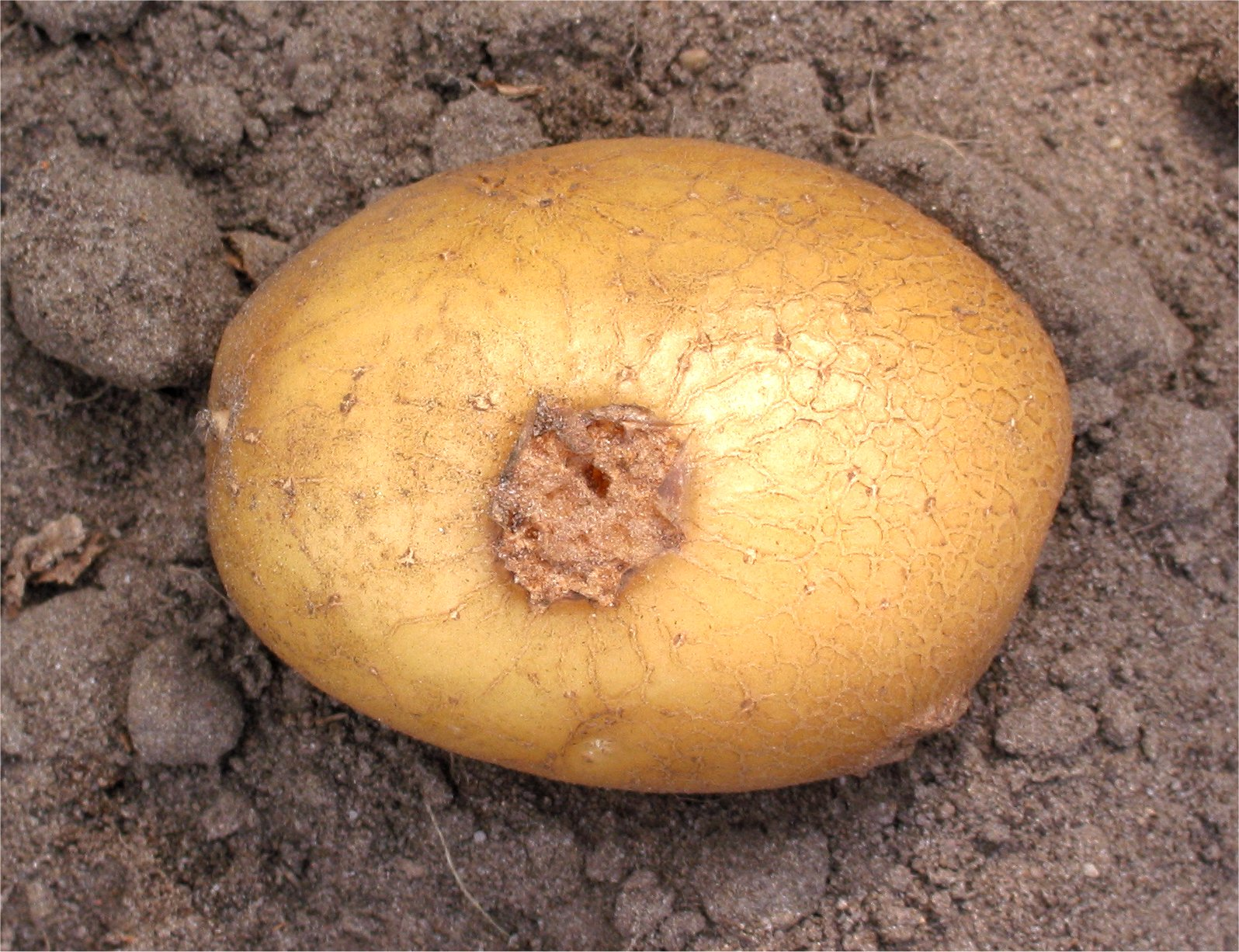
Durch Streptomyces scabiei verursachter Kartoffelschorf

Als aerobe Chemoorganotrophe kommen Streptomyzeten in aktiver Form vor allem in aeroben, oxischen, biogene organische Stoffe enthaltenden Habitaten vor, typischerweise in Böden (meistens 104 – 107 koloniebildende Einheiten), aber auch in limnischen und marinen Gewässern (in Sedimenten sowie an abgestorbenen Lebewesen). Es gibt nur wenige obligat halophile (hohe Salzkonzentrationen liebende) Streptomyceten. Kompost enthält sehr viele Streptomyzeten. In der Rhizosphäre von Pflanzen sind sie reichlich vertreten. Auch im Verdauungstrakt von niederen Bodentieren (Würmer, Gliedertiere) kommen sie vor. In für Streptomyzeten ungünstigen Habitaten liegen wohl nur inaktive Streptomyzeten-Sporen vor. Die Sporen können sehr lange ungünstige Milieubedingungen überdauern und sie dienen der Verbreitung.
Das Temperaturoptimum des Wachstums liegt meistens bei etwa 25–35 °C, es gibt wenige thermophile (wärmeliebend, Wachstum bei etwa 28–55 °C) und psychrophile (kälteliebende) Streptomyzeten. Das pH-Optimum des Wachstums liegt meistens bei 6,5–8. Deshalb sind vorwiegend pH-neutrale bis leicht alkalische Böden durch Streptomyzeten besiedelt. In sauren Böden (pH etwa 3,5) gibt es gemäßigt acidophile Streptomyzeten, die Gattung Streptacidophilus zeichnet sich durch Acidophilie und Vorkommen in sauren Böden aus. In alkalischen Böden (pH 8–11,5) siedeln alkaliphile Streptomyzeten.
Es gibt einige pflanzenpathogene Arten und nur wenige tierpathogene. Streptomyces scabiei verursacht Kartoffelschorf.